# Dale City
Dale City és una concentració de població designada pel cens dels Estats Units a l'estat de Virgínia. Segons el cens del 2006 tenia 63.616 habitants.

## Demografia
Segons el cens del 2000, Dale City tenia 55.971 habitants, 17.623 habitatges, i 14.327 famílies. La densitat de població era de 1.436,9 habitants per km².
Dels 17.623 habitatges en un 48,7% hi vivien nens de menys de 18 anys, en un 63,6% hi vivien parelles casades, en un 12,9% dones solteres, i en un 18,7% no eren unitats familiars. En el 13,6% dels habitatges hi vivien persones soles el 2,2% de les quals corresponia a persones de 65 anys o més que vivien soles. El nombre mitjà de persones vivint en cada habitatge era de 3,17 i el nombre mitjà de persones que vivien en cada família era de 3,48.
Per edats la població es repartia de la següent manera: un 32,7% tenia menys de 18 anys, un 8,4% entre 18 i 24, un 34,9% entre 25 i 44, un 20,3% de 45 a 60 i un 3,8% 65 anys o més.
L'edat mediana era de 31 anys. Per cada 100 dones de 18 o més anys hi havia 95,2 homes.
La renda mediana per habitatge era de 65.355$ i la renda mediana per família de 69.278$. Els homes tenien una renda mediana de 42.131$ mentre que les dones 32.984$. La renda per capita de la població era de 22.363$. Entorn del 3,1% de les famílies i el 4,4% de la població estaven per davall del llindar de pobresa.

## Poblacions més properes
El següent diagrama mostra les poblacions més properes.